# Neoclinus blanchardi
Neoclinus blanchardi is een straalvinnige vissensoort uit de familie van snoekslijmvissen (Chaenopsidae). De wetenschappelijke naam van de soort werd voor het eerst geldig gepubliceerd in 1858 door Girard.